# Yoldiella minuscula
Yoldiella minuscula is een tweekleppigensoort uit de familie van de Yoldiidae. De wetenschappelijke naam van de soort is voor het eerst geldig gepubliceerd in 1897 door Verrill & Bush.